# 2023年のロシア
2023年のロシア（2023ねんのロシア）では、2023年のロシアに関する出来事について記述する。

## 国家元首等
- 大統領
  - 第4代: ウラジーミル・プーチン （ウラジーミル・プーチン体制のロシア（英語版）、2012年5月7日 - ）
- 首相
  - 第11代: ミハイル・ミシュスティン （2020年1月16日 - ）

## できごと

### 通年
- 2022年ロシアのウクライナ侵攻のタイムライン (2023年1月 - 4月)
- 2022年ロシアのウクライナ侵攻のタイムライン (2023年5月 - 6月)
- 2022年ロシアのウクライナ侵攻のタイムライン (2023年7月 - 8月)
- 2022年ロシアのウクライナ侵攻のタイムライン (2023年9月 - 12月)

### 3月
- 3月20日-22日 - 中華人民共和国最高指導者の習近平、ロシアの首都モスクワを訪問。

### 4月
- 4月2日 - サンクトペテルブルクのカフェで爆発が発生し、軍事ブロガーのウラドレン・タタルスキーが死亡、40人以上が負傷[1]。
- 4月20日 - 宇宙で撮影された史上初の映画『挑戦 (2023年の映画)（英語版）』が公開[2]。
- 4月21日 - 水泳ロシア選手権でエフゲニア・チクノワ（英語版）が女子200メートル平泳ぎで2分17秒55の世界新記録（英語版）を達成[3]。

### 5月
- 5月3日 - 2023年クレムリンドローン攻撃
- 5月6日 - 作家のザハール・プリレーピンが乗っている車が爆破され負傷し、運転手は死亡[4]。

### 6月
- 6月23日-25日 - ワグネルの反乱。

### 7月

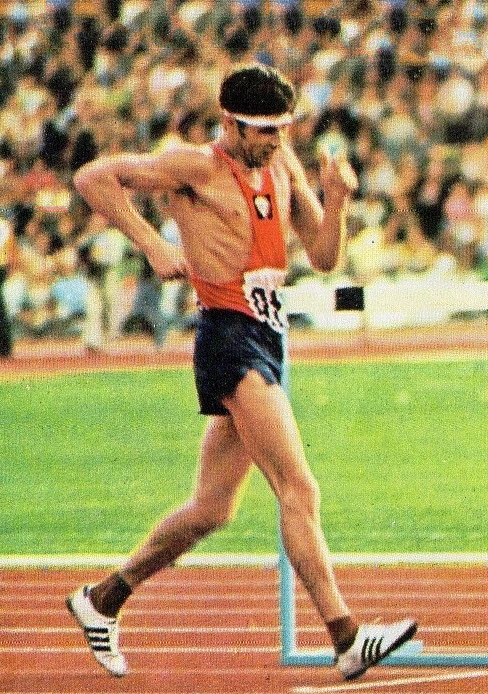
ヴェニアミン・ソルダテンコ

- 7月24日 - 性別変更の禁止法案が成立[5]。
- 7月27日-28日 - 2023年ロシア・アフリカ首脳会談（英語版）

### 8月
- 8月14日 - ダゲスタン共和国マハチカラのガソリンスタンドで爆発が発生し、少なくとも35人が死亡、80人が負傷[6]。
- 8月15日 - デジタルルーブル（英語版）の試験運用を開始[7]。
- 8月20日 - 月の南極（英語版）付近への着陸を目指していたルナ25号が月面に衝突し、計画は失敗[8]。
- 8月23日 - トヴェリ州エンブラエル・レガシー600墜落事故で乗客乗員の全10人が死亡。

### 9月
- 9月12日
  - ウラル航空1383便不時着事故。
  - ロシアのボストチヌイ宇宙基地で露朝首脳会談。

### 12月
- 12月7日 - 14歳の女子生徒が学校で散弾銃を発砲し、同級生1人を死亡、5人を負傷させた後、自殺[9]。

## 死去

### 1月

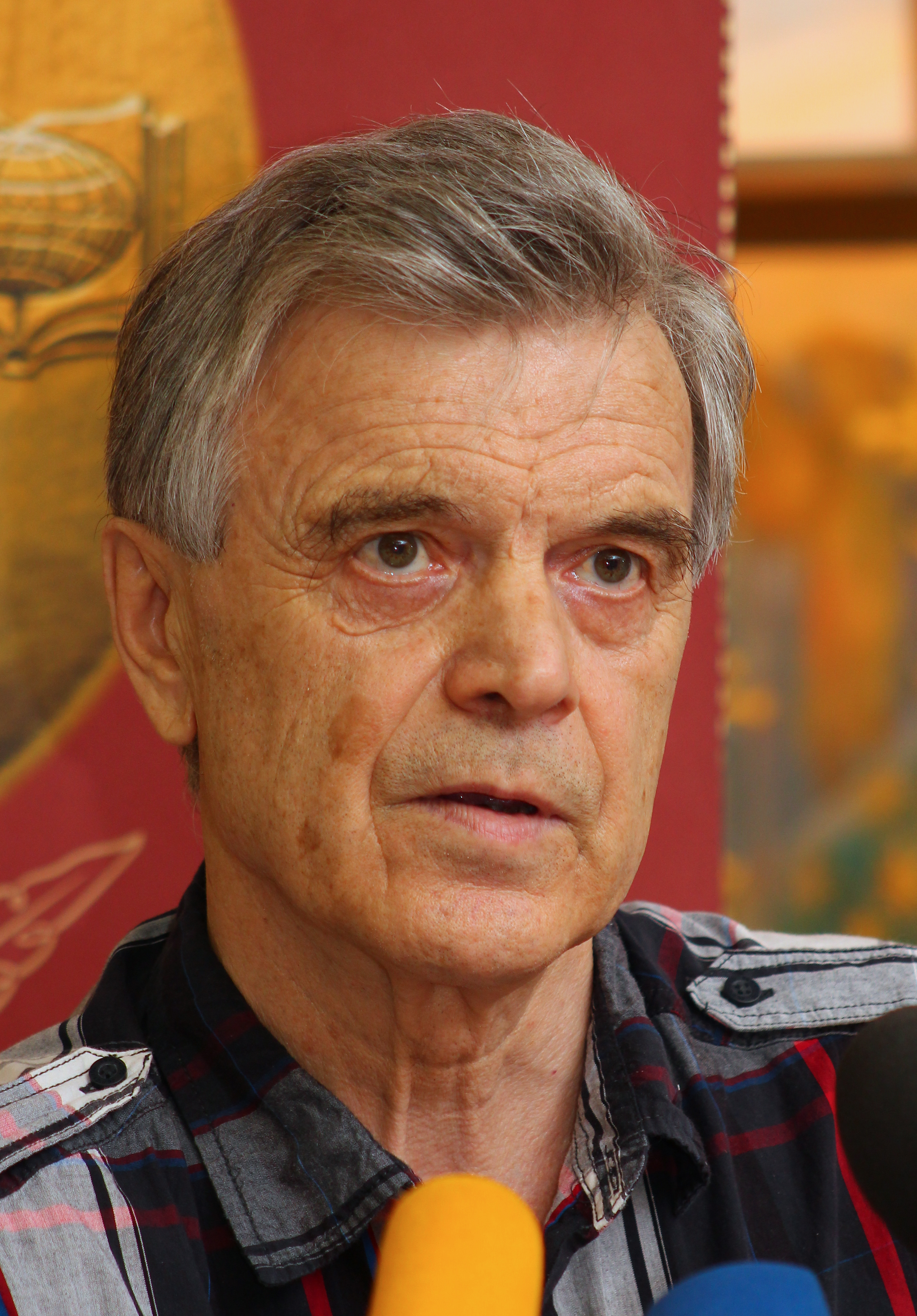
ルスラン・ハズブラートフ

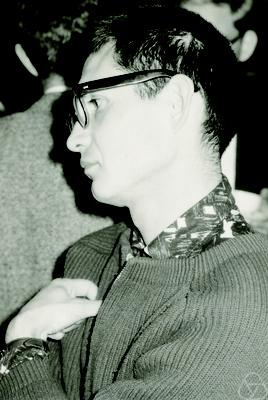
ユーリ・マニン

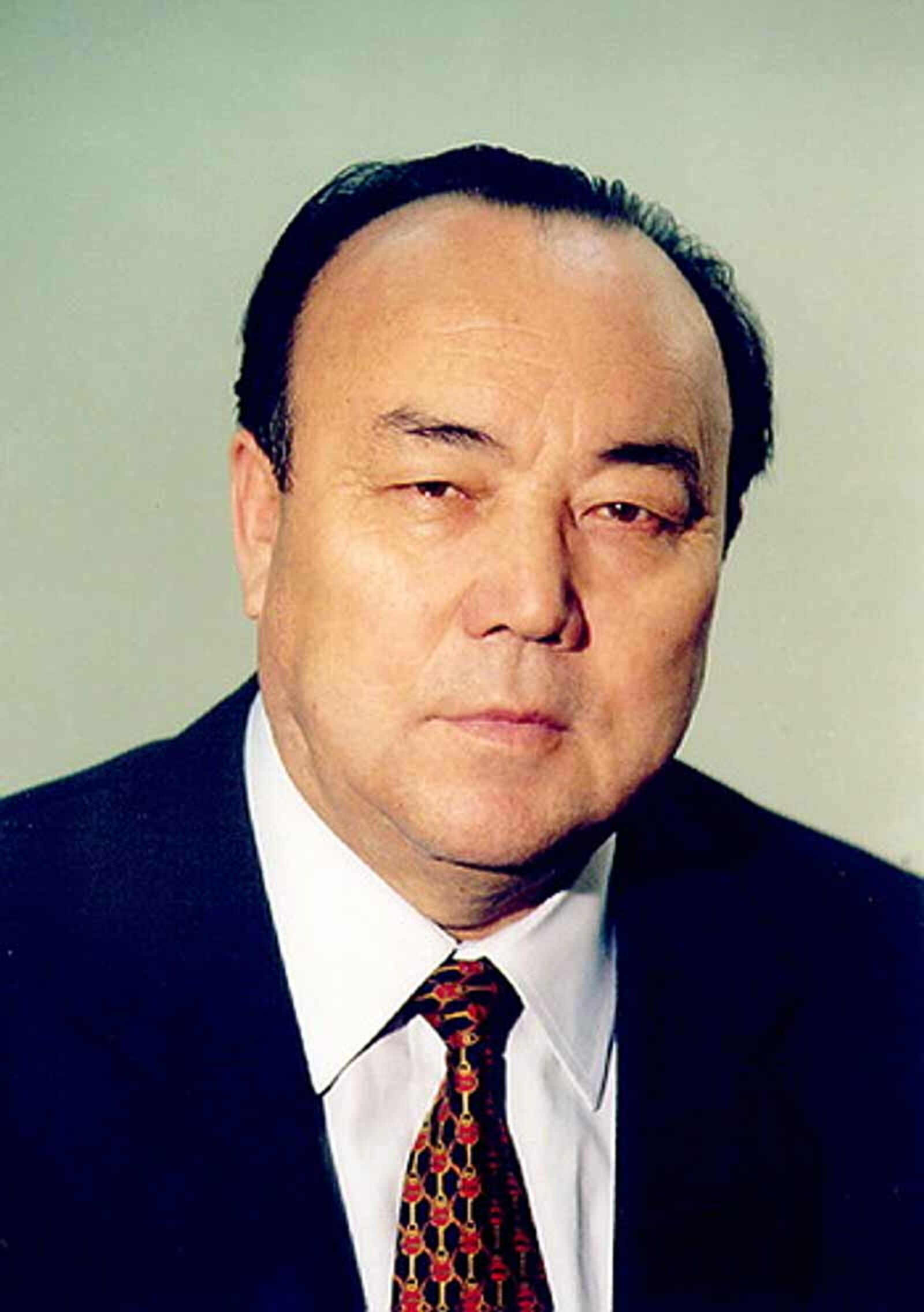
モルタザ・ラヒモフ

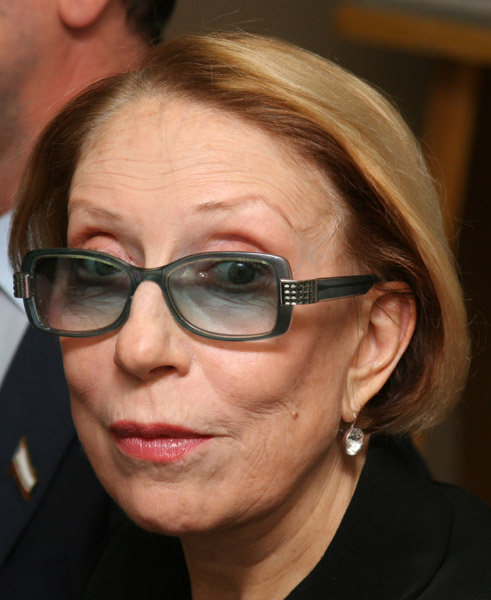
インナ・チュリコワ

- 1月2日 - ヴィクトル・フェインバーグ（英語版）：言語学者（* 1931年）
- 1月3日 - ルスラン・ハズブラートフ：政治家、経済学者（* 1942年）
- 1月5日 - マゴメド・アブドゥラエフ（英語版）：弁護士：（* 1961年）
- 1月7日 - ユーリ・マニン：数学者（* 1937年）
- 1月8日 - アレクセイ・スラポフスキー（英語版）：小説家（* 1957年）
- 1月8日 - ジョージー・シャイドゥコ（英語版）：セーリング選手、1996年アトランタオリンピック銀メダリスト（* 1962年）
- 1月11日 - モルタザ・ラヒモフ：バシコルトスタン共和国の初代大統領（* 1934年）
- 1月13日 - スランベク・マミロフ（英語版）：映画監督、脚本家、俳優（* 1938年）
- 1月14日 - インナ・チュリコワ：女優（* 1943年）

### 2月

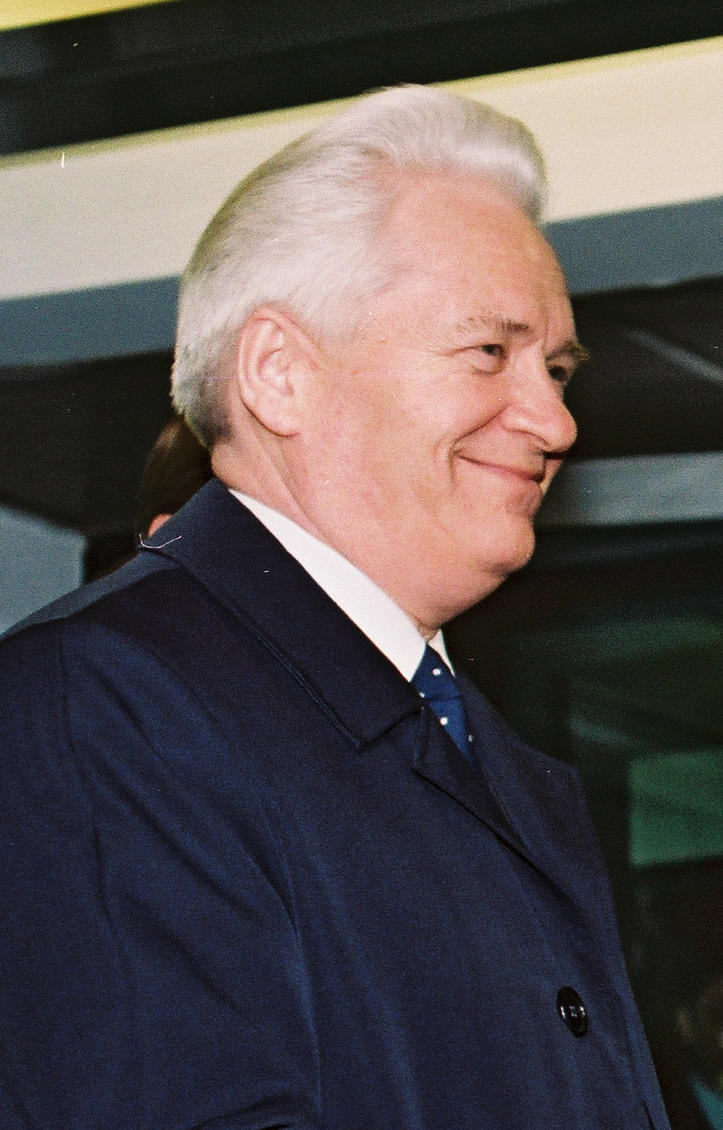
イワン・シラーエフ

- 2月8日 - イワン・シラーエフ：政治家、閣僚会議議長（* 1930年）
- 2月8日 - イーゴリ・マングシェフ：極右政治活動家（* 1986年）

### 3月
- 3月18日 - ウラジーミル・チェルナヴィン：ソビエト海軍総司令官、海軍元帥（* 1928年）
- 3月22日 - ウラジーミル・チューロフ：政治家（* 1953年）

### 4月

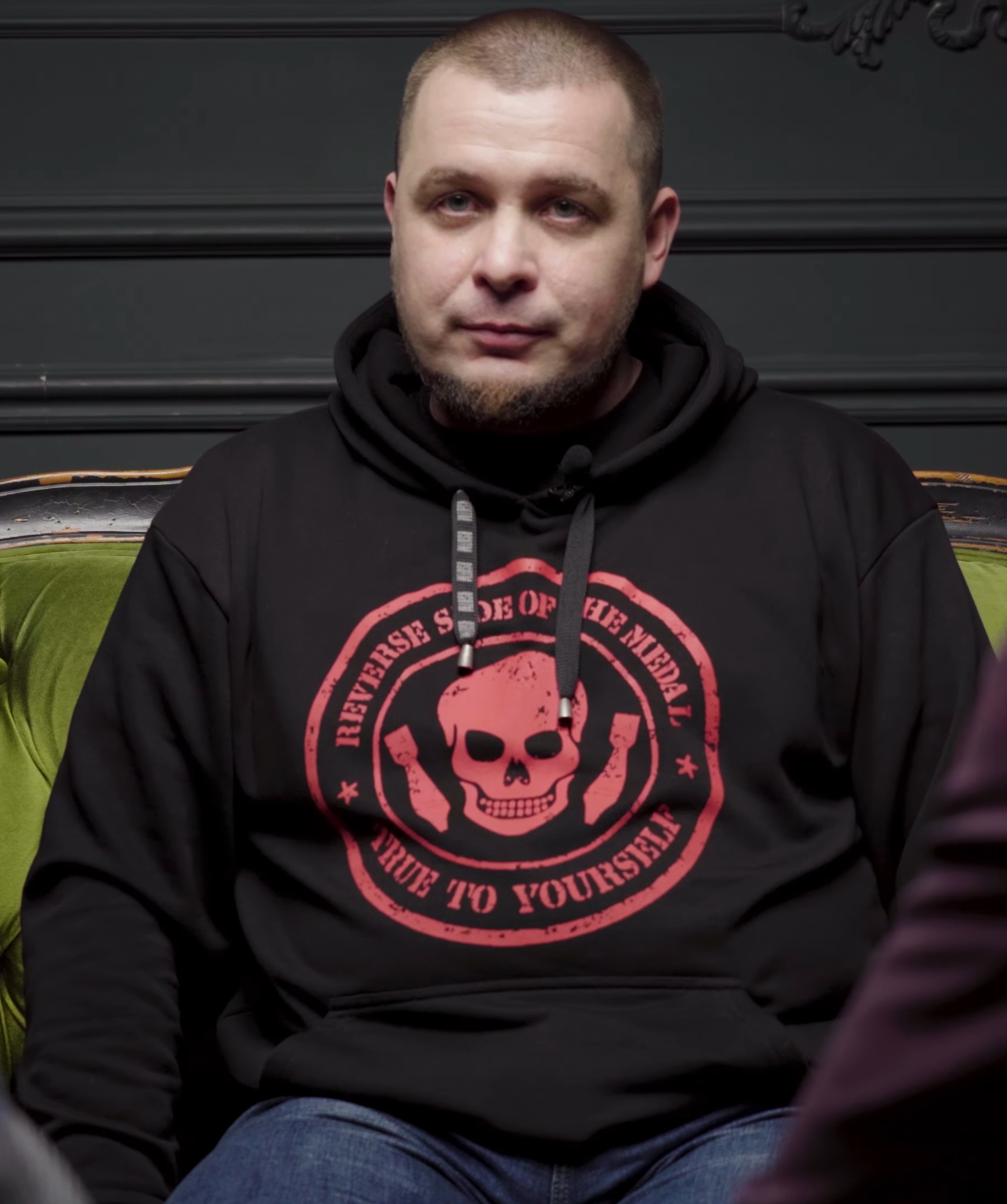
ウラドレン・タタルスキー

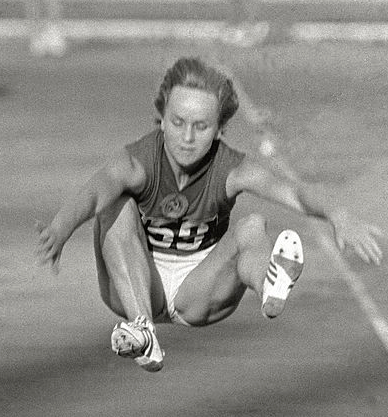
ベラ・クレプキナ

- 4月2日 - ウラドレン・タタルスキー：ジャーナリスト、軍事ブロガー（* 1982年）
- 4月23日 - ビャチェスラフ・ザイツェフ（英語版）：ファッションデザイナー（* 1938年）
- 4月25日 - ベラ・クレプキナ：陸上競技選手 (走幅跳)、1960年ローマオリンピック金メダリスト（* 1933年）
- 4月29日 - ユリ・コロレフ：体操選手、1981年、1985年の両世界選手権の個人総合で金メダリスト（* 1962年）

### 5月
- 5月16日 - ニコライ・シャクレイン：政治家（* 1943年）
- 5月27日 - イリヤ・カバコフ：芸術家（* 1933年）

### 6月

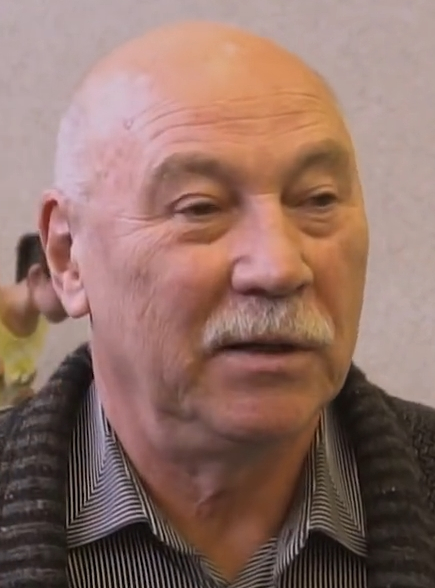
ビャチェスラフ・ザイツェフ

- 6月12日 - ビャチェスラフ・ザイツェフ：バレーボール選手 (セッター)、1980年モスクワオリンピックの金メダリスト（* 1952年）
- 6月17日 - グリゴリー・クリニショフ（英語版）：物理学者（* 1930年）
- 6月17日 - オレーグ・ベーチン：科学者、政治家（* 1950年）
- 6月20日 - ヴャチェスラフ・ナゴヴィツィン：作曲家（* 1939年）

### 7月
- 7月1日 - アンドレイ・フォミン（英語版）：弁護士（* 1965年）
- 7月11日 - オレグ・ツォコフ：（* 1971年）
- 7月15日 - ヴェニアミン・ソルダテンコ：陸上競技選手、1972年ミュンヘンオリンピック銀メダリスト（* 1939年）

### 8月

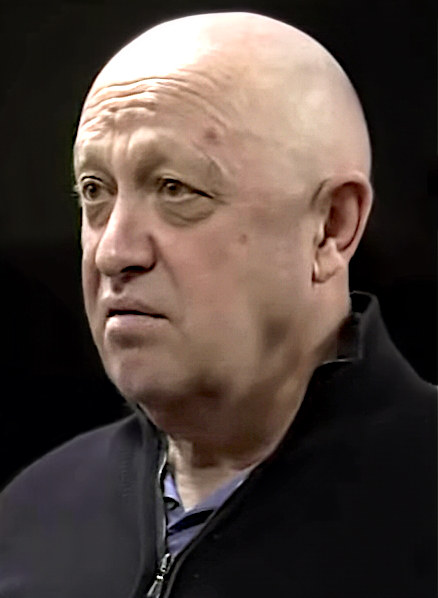
エフゲニー・プリゴジン

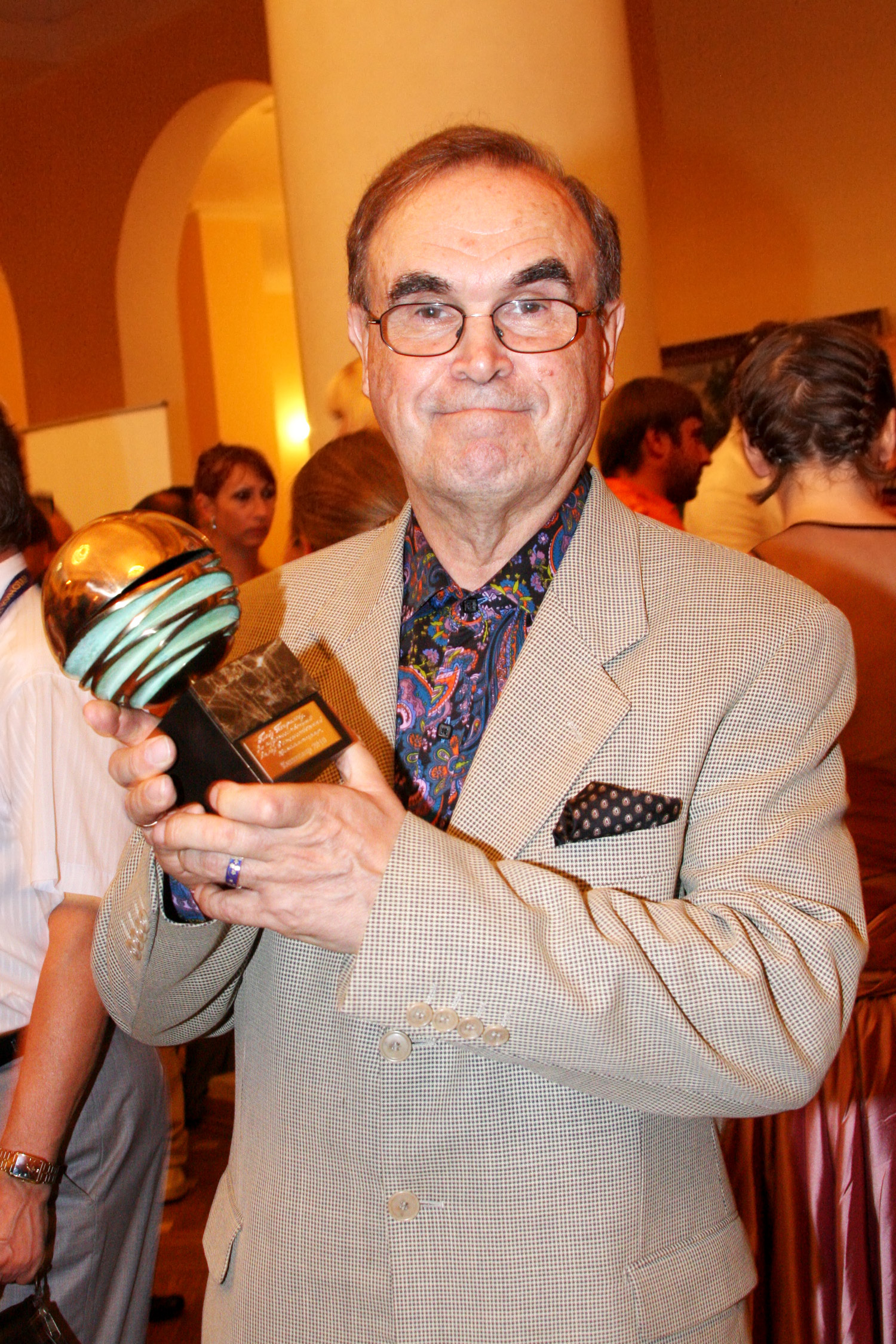
グレブ・パンフィーロフ

- 8月4日 - ミハイル・ニコラエフ：政治家（* 1937年）
- 8月6日 - ヴェニアミン・マンドリキン：サッカー選手 (GK)（* 1981年）
- 8月14日 - ボリス・ドゥブロフスキー：ボート選手、1964年東京オリンピック金メダリスト（* 1939年）
- 8月23日 - エフゲニー・プリゴジン：ワグネル・グループの創設者（* 1961年）
- 8月23日 - ドミトリー・ウトキン：ワグネル・グループの創設者（* 1970年）
- 8月23日 - ヴァレリー・チェカロフ（英語版）：軍人（* 1976年）
- 8月26日 - グレブ・パンフィーロフ：映画監督、脚本家（* 1934年）
- 8月27日 - スヴェトラーナ・アディルカエワ（英語版）：バレリーナ（* 1938年）

### 9月

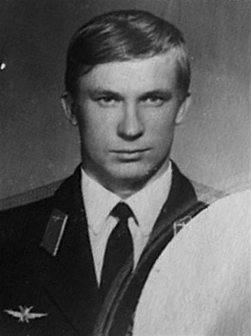
ヴィクトル・ベレンコ

- 9月16日 - ニコライ・ドブロンラヴォフ（英語版）：詩人（* 1928年）
- 9月24日 - ヴィクトル・ベレンコ：空軍軍人（* 1947年）

### 10月

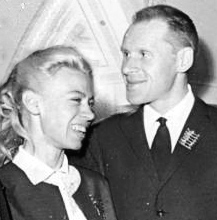
オレグ・プロトポポフ

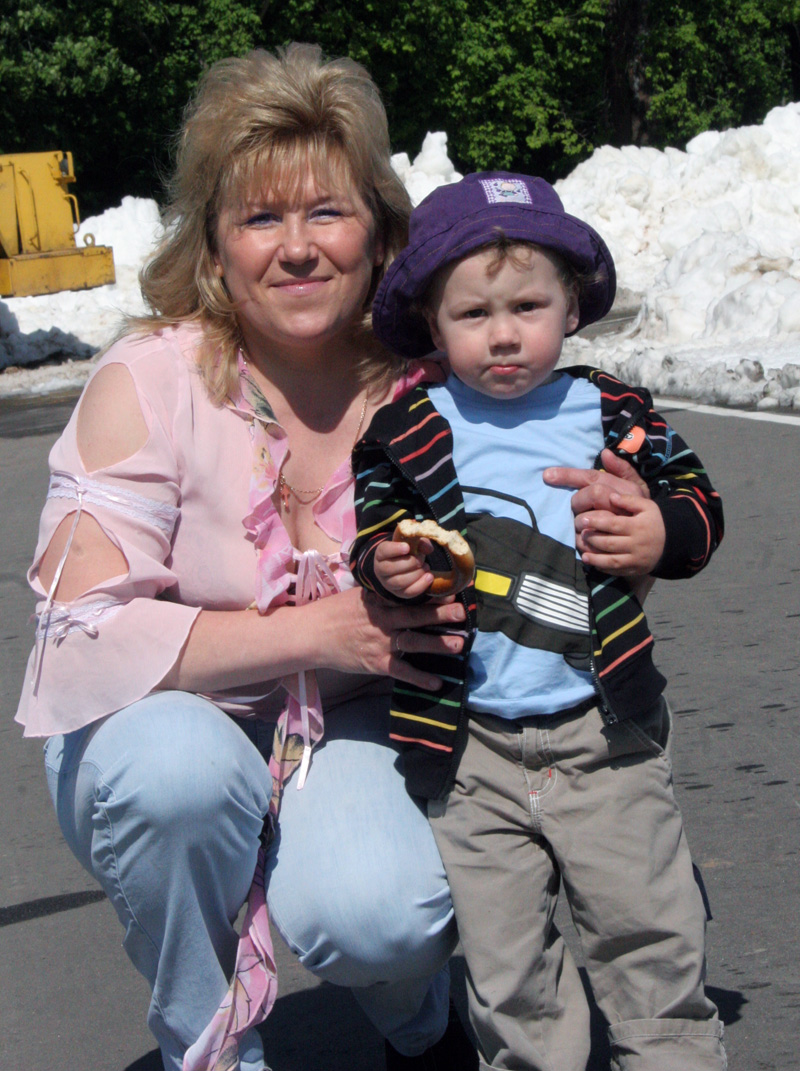
アンフィサ・レスツォワ

- 10月4日 - コンスタンティン・リソフスキー：テノール歌手（* 1932年）
- 10月19日 - アンフィサ・レスツォワ：クロスカントリースキー、バイアスロン選手、夏冬のオリンピックで金メダリスト（* 1964年）
- 10月27日 - ヴィクトル・ママトフ：バイアスロン選手、1972年札幌、1968年グルノーブル両オリンピックで金メダリスト（* 1937年）
- 10月31日 - オレグ・プロトポポフ：フィギュアスケート選手、1964年インスブルック、1968年グルノーブル両オリンピックで金メダリスト（* 1932年）

### 11月

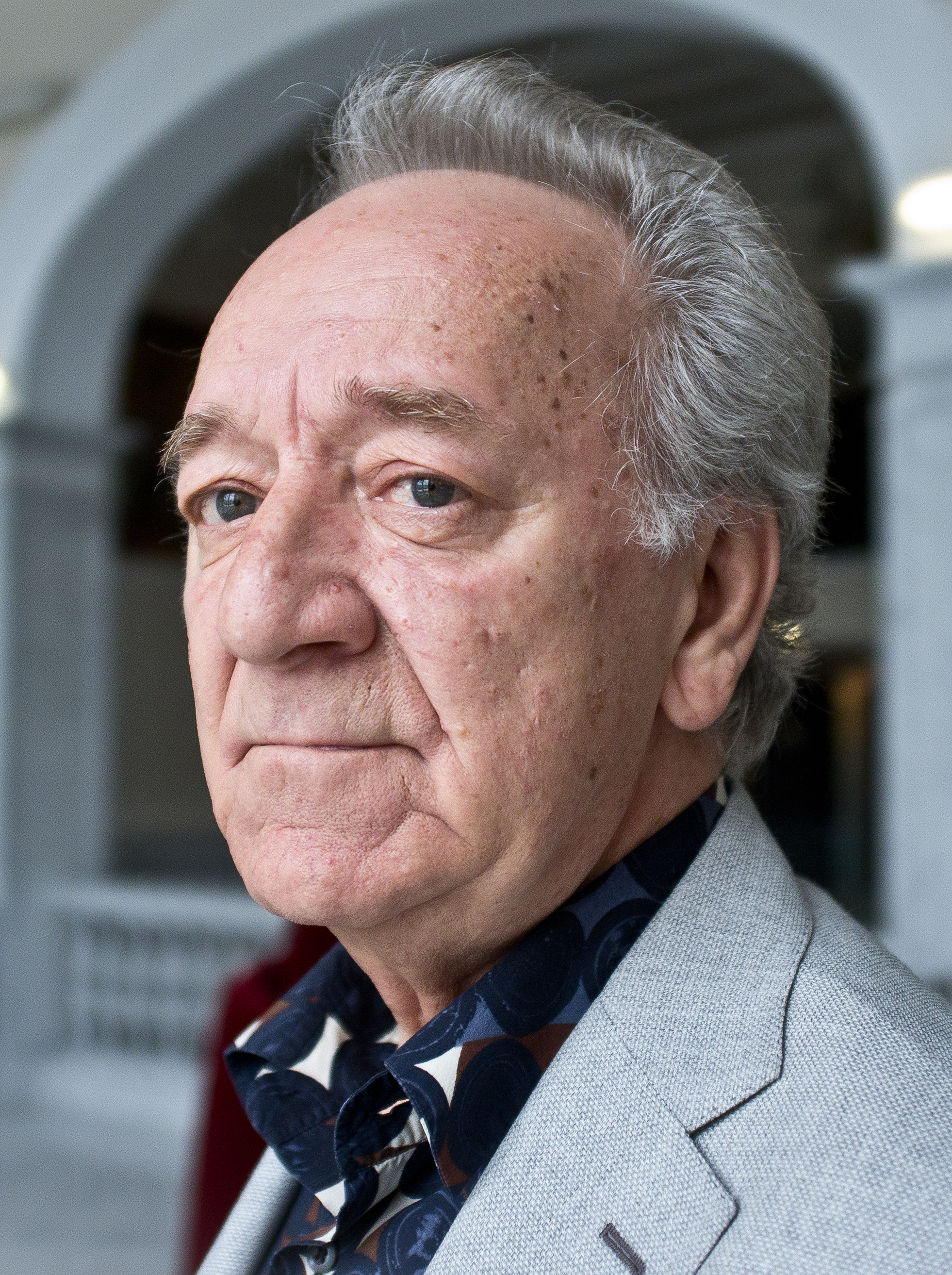
ユーリ・テミルカーノフ

- 11月2日 - ユーリ・テミルカーノフ：指揮者（* 1938年）
- 11月2日 - ウラジミール・スビリドフ（英語版）：陸軍軍人（* 1955年）
- 11月12日 - ニーナ・サドゥール：小説家、劇作家（* 1950年）

### 12月

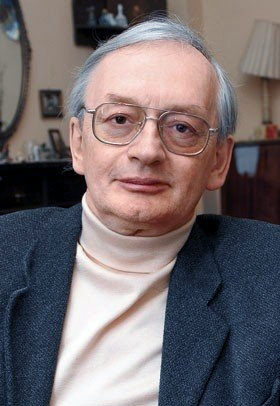
アレクセイ・スタロビンスキー

- 12月21日 - アレクセイ・スタロビンスキー：天体物理学者（* 1948年）